# Супрематическая композиция 1
«Супремати́ческая компози́ция 1» — супрематическая картина Казимира Малевича 1916 года.

## История
«Супрематическая композиция 1» написана Казимиром Малевичем в 1916 году. Несколько десятилетий находилась вне поля зрения искусствоведов и коллекционеров.
По свидетельству Дмитрия Горбачёва, картина была куплена коллекционером и искусствоведом Игорем Диченко как предположительно работа одного из учеников Малевича у внука скульптора Иосифа Чайкова, унаследовавшего мастерскую Малевича. Диченко сразу выделил картину среди других и купил её относительно недорого. В течение года после покупки он сам атрибутировал её как работу Малевича, с чем согласился ряд других экспертов русского авангарда. Картина была единственной работой Малевича в коллекции Диченко.
12 октября 2015 года полотно было передано в составе всей коллекции Диченко вдовой коллекционера Валерией Вирской в дар Украине. Коллекцию принимал президент Украины Пётр Порошенко, наградивший Вирскую орденом княгини Ольги. Вся коллекция затем была передана Мистецькому арсеналу.
«Супрематическая композиция 1» — одна из двух работ Малевича, находящихся в государственных собраниях на Украине. Вторая, акварель «Супрематизм 65», находится в Пархомовском историко-художественном музее в Харьковской области.